# كنور عمري (تشكدان)
كنور عمري (بالفارسية: کنورعمری) هي قرية تقع في إيران في هرمزغان.